# ケソ・デ・バルデオン
ケソ・デ・バルデオン (スペイン語: Queso de Valdeón) はスペインのレオン県で生産されるブルーチーズ。名前は産地の渓谷、バルデオンに由来する。
20世紀中ごろに、同じくスペインのブルーチーズ、カブラレスを参考に生産が開始された。EUのPGI（保護地理的表示）は2003年に申請し、2004年1月28日に認定された。
元になったカブラレスと違い味わいはキツくなく、「甘味とコク」が感じられる。製法も違い、カブラレスが自然にアオカビを発生させるのに対し、バルデオンではアオカビを人手で混入させる。梱包もかつてカブラレスが用いていたカエデの葉で包むという方法を、バルデオンでは現在でも行っている。